# أرماند دوريا
أرماند دوريا (بالفرنسية: Armand Doria)‏ هو راعي الفنون فرنسي، ولد في 24 أبريل 1824 في باريس في فرنسا، وتوفي في 7 مايو 1896 في Orrouy ‏ في فرنسا.